# Abu Saiba
Abu Saiba` (arab. أبو صيبع) – wieś w północnej części Bahrajnu, zamieszkana głównie przez szyitów.